# Ungdomshuse i Danmark
Dette er en liste over ungdomshuse i Danmark. Alle steder arbejder med brugerstyrelser og den primære målgruppe er unge på 15-30 år.
Der findes fra myndighedernes side ingen central opgørelse eller liste over mængden af ungdomshuse i Danmark, da skellet mellem et ungdomshus og en ungdomsklub er svært at fastlægge.

## Nuværende
- Ballerup - Vognporten
- Birkerød – Legehuset
- Bjerringbro - Broen
- Ebeltoft - RAMPEN
- Esbjerg – Konfus / Kanten
- Faaborg
- Fredericia – Ungdommens Hus
- Helsinge - Helsinge Ungdomshus
- Gilleleje - Gilleleje Ungdomshus (Remisen)
- Grenå - Arresten
- Herning. (Nyt hus i Herning, har endnu ikke fået et navn)
- Hillerød Ungodmskulturhus HIKU
- Hjørring – Zonen
- Holbæk – Lucerna
- København – Overdrevet ("Dortheavej") og Ungdommens Demokratihus
- Køge – Tapperiet
- Nykøbing Falster – Kulturfabrikken
- Nørresundby – Stationen
- Næstved – JB10
- Middelfart – Ungdomshuset Walker
- Odense – Ungdomshuset
- Rødovre – Milestedets ungdomshus
- Rønde - Distrikt X
- Skanderborg – Ungdomshus
- Stevns – Ungdomhus
- Thisted - URT - Ungdomshus
- Valby – Kraftwerket
- Vordingborg – Birdhouse
- Aalborg – Enggårdsgade
- Aalborg – 1000fryd
- Aarhus - Ungdomskulturhuset UKH, Frontløberne

## Tidligere/Nedlagte
- København – Ungdomshuset på Jagtvej 69
- København – Villa Villekulla
- Hvidovre – café Orange